# 태백산
태백산(太白山)은 대한민국 강원특별자치도 영월군, 정선군, 태백시, 경상북도 봉화군 경계에 있는 높이 1,567m의 산이다. 1989년 5월 13일에 강원도 도립공원으로 지정되었으며, 2016년 4월 15일 국립공원으로 승격이 결정, 2016년 8월 22일부터 대한민국의 22번째 국립공원이 되었다.
일찍이  민족의 영산으로 일컬어 오며 신라 때부터 여기서 관리와 백성들이 천제를 지내왔다. 고려 시대까지는 산꼭대기에 제사를 지내는 전각이 있었으나 조선 초기에 파괴되어 현재는 제단이 있다.

## 등산로
- 유일사입구 - 유일사 - 장군봉 - 천제단
- 백단사입구 - 반재 - 망경사 - 천제단
- 당골광장 - 반재 - 망경사 - 천제단
- 당골광장 - 제당골 - 문수봉 - 천제단
- 금천 - 문수봉 - 부쇠봉 - 천제단

## 같이 보기
- 한국의 산
- 태백산 눈축제
- 함백산